# Font-rubí
Font-rubí – gmina w Hiszpanii, w prowincji Barcelona, w Katalonii, o powierzchni 37,03 km². W 2011 roku gmina liczyła 1437 mieszkańców, a w 2013 była zamieszkiwana przez 1415 osób.